# Каронги (район)
Каро́нги (руанда Akarere ka Karongi, англ. Karongi District) — один из семи районов Западной провинции Руанды. Административный центр — Рубенгера.

## География
Каронги находится в западной части Руанды, на восточном берегу озера Киву. Площадь района составляет 993 км2.

## Деление
Район Каронги разделен на 13 секторов: Бвишура, Гитеси, Гишари, Гишьита, Мубуга, Мурамби, Мурунди, Мутунту, Рванкуба, Рубенгера, Ругабано, Руганда и Твумба. В 2012 году население района Каронги составило 331 808 человек.